# وزیر دفاع سوئد
وزیر دفاع سوئد (سوئدی: försvarsminister) عضوی از دولت سوئد است، که ریاست وزارت دفاع سوئد را برعهده دارد و صرفاً با صلاحدید نخست‌وزیر سوئد منصوب و برکنار می‌شود.
اگرچه وزیر دفاع، ریاست وزارت دفاع را برعهده دارد، اما به دلیل ممنوعیت سوئد بر حکومت وزارتی، وزیر نمی‌تواند به‌طور کلی به‌طور مستقل به فرمانده کل یا هر مدیر کل آژانس دیگری در مجموعه وزارت دفاع دستور دهد، مگر اینکه چنین اختیاری در مقررات قانونی خاص پیش‌بینی شده باشد.
بین سال‌های ۱۸۴۰ تا ۱۹۲۰، آنچه که امروز با وزارت دفاع مطابقت دارد، به دو وزارتخانه جداگانه با وزیر مخصوص به خود تقسیم شده بود: یکی برای امور ارتش سوئد؛ وزارت دفاع زمینی و دیگری برای نیروی دریایی سوئد، وزارت امور دریایی.
وزیر دفاع فعلی پال جانسون است که در ۱۸ اکتبر ۲۰۲۲ منصوب شد.